# Krusty Burger
Krusty Burger is een fictieve keten van fastfood restaurants in de animatieserie The Simpsons. Het gezicht van de Krusty Burger is Krusty the Clown. Daarmee is de Krusty Burger een parodie op McDonald's en hun clownmascotte Ronald McDonald.

## Profiel
Krusty Burger lijkt het enige fastfood restaurant te zijn in Springfield. Er is in elk geval geen McDonald's in Springfield, maar er schijnt er wel een te zijn in Shelbyville. In de latere seizoenen bleek dat de Krusty Burger de Springfieldse maffia inhuurde om concurrenten weg te houden.
Behalve dat hij het gezicht is van de keten lijkt Krusty ook deels (of geheel) de eigenaar ervan te zijn. Hij verloor bijvoorbeeld $44 miljoen toen een promotiestunt voor de Olympische Spelen van 1984 mislukte door een boycot van de Sovjet-Unie, en Krusty Burger gratis eten moest uitdelen. In de serie werd wel duidelijk dat Krusty niet altijd even te spreken is over het eten dat wordt geserveerd in de Krusty Burger restaurants.
De Krusty Burger heeft vestigingen door de gehele Verenigde Staten, waaronder een op een verlaten olieplatform.

## Menu
Het menu van de Krusty burger bestaat uit de standaard fastfood gerechten zoals hamburgers en friet. Speciale gerechten waren de staple Krusty Burger, de Ribwich, Krusty Burger met Kaas en Krusty Partially Gelatinated Non-Dairy Gum-Based Beverages, die volgens Eddie en Lou gelijk waren aan de Quarter Pounders met kaas en milkshake’s van McDonald's.
Behalve dat de hamburgers die er worden geserveerd zeer vet zijn, maakt het bedrijf zich vaak schuldig aan verschrikkelijke voedselveiligheid. De burgers worden gemaakt van insecten en stukjes van deels opgegeven burgers. In een aflevering was zelfs te zien hoe Krusty dierentuindieren het restaurant in leidde om tot vlees te worden verwerkt. Krusty Burger betaalt geregeld steekpenningen aan burgemeester Joe Quimby om voedselinspecties weg te houden.

## Trivia
- Krusty Burger's Olympische marketingscampagne werd geïnspireerd door een echte campagne georganiseerd door McDonald's, waarin gratis eten werd uitgedeeld als Amerika een medaille won. Toen de Sovjet-Unie zich terugtrok, wonnen de Amerikanen zeer veel onderdelen wat McDonald's duizenden dollars kostte.
- In The Simpsons Hit & Run werkt Cletus Spuckler voor de Krusty Burger. Hij moet dode dieren langs de weg ophalen om tot vlees te worden verwerkt.

Homer Simpson · Marge Simpson · Bart Simpson · Lisa Simpson · Maggie Simpson · Abraham Simpson · Patty en Selma Bouvier · Jacqueline Bouvier · Mona Simpson · Santa's Little Helper · Snowball II · Familie Bouvier
Jasper Beardley · Comic Book Guy · Eddie en Lou · Maude Flanders · Ned Flanders · Professor Frink · Barney Gumble · Julius Hibbert · Lionel Hutz · Eerwaarde Lovejoy · Kapitein Horatio McCallister · Hans Moleman · Bleeding Gums Murphy · Apu Nahasapeemapetilon · Mayor Joe Quimby · Dr. Nick Riviera · Agnes Skinner · Cletus Spuckler · Squeaky Voiced Teen · Disco Stu · Moe Szyslak · Kirk Van Houten · Luann Van Houten · Chief Clancy Wiggum
Gary Chalmers · Rod en Todd Flanders · Jimbo Jones · Kearney · Edna Krabappel · Otto Mann · Nelson Muntz · Martin Prince · Seymour Skinner · Milhouse Van Houten · Ralph Wiggum · Groundskeeper Willie · andere studenten
Montgomery Burns · Carl Carlson · Lenny Leonard · Waylon Smithers
Itchy en Scratchy · Kent Brockman · Krusty de Clown · Troy McClure · Rainier Wolfcastle · Radioactive Man
Snake · Kang & Kodos · Sideshow Bob · Fat Tony
Treehouse of Horror
Bart vs. the World · Bart Simpson's Escape from Camp Deadly · The Simpsons Arcadespel · Bart vs. the Space Mutants · Bart's House of Weirdness ·Bart vs. The Juggernauts · Krusty's Fun House · Bartman Meets Radioactive Man · Bart's Nightmare · The Itchy and Scratchy Game · Virtual Bart · Bart and the Beanstalk · Itchy & Scratchy in Miniature Golf Madness · Cartoon Studio · Virtual Springfield · Night of the Living Treehouse of Horror · Bowling · Wrestling · Road Rage · Skateboarding · Hit & Run · The Simpsons Game · The Simpsons: Tapped Out
The Simpsons · The Simpsons Pinball Party
Strips: Simpsons Comics · Bart Simpson serie · Itchy & Scratchy Comics · Bart Simpson's Treehouse of Horror · Futurama/Simpsons Infinitely Secret Crossover Crisis
Tijdschrift: Simpsons Illustrated
Boeken: Bart Simpson's Guide to Life · Family Album · Library of Wisdom · Complete Guides · Planet Simpson · The Simpsons and Philosophy
Actiefiguurtjes: World of Springfield
The Simpsons Movie
Bankgrap ·
Canyonero · 
D'oh! · 
Duff Beer · 
Schoolbordgrap · 